# 朱珠
朱珠（1984年7月19日—），中国女演员、主持人、歌手，籍贯浙江临海，生在北京。

## 生平

### 早年经历
朱珠出生于一个显赫的家庭，祖父为开国少将朱虚之，父亲是新大陆集团的创始人朱汉滨，中國大陆IT富商之一。3岁时，朱珠开始练习钢琴，师从爵士钢琴手孙宏伟。中学时，朱珠的英语出众，曾参与学校的英语舞台剧《美女与野兽》，高中毕业后入读北京工商大学。

### 演艺事业
朱珠大学毕业后2005年参加MTV举办的VJ大赛获得北京赛区冠军，自此加入MTV全球音乐电视台，开始主持《MTV天籁村》2009年，发行首张同名专辑《朱珠》，因此获得CCTV-MTV音乐盛典内地年度最受欢迎潜力歌手提名。2011年，签约美国创新精英文化经纪有限公司，同年，首次触电大荧幕出演陈大明导演的《我知女人心》，并与刘德华、巩俐等人合作。此后接连参演好莱坞巨制《云图》、《铁拳》和电视剧《马可·波罗》。
朱珠曾入选美国电影评论网站TC candler公布的2012年度“全球100张最美面孔”第22名，2013年度获得第30名，2014年度获第20名，2015年度获第26名，2016年度獲43名，2017年度獲75名，2018年度獲60名。

## 個人生活
2012年朱珠與意大利阿涅利家族的商人拉波·埃尔坎高调约会。因为该家族通过EXOR公司控制着尤文图斯足球俱乐部，于是当时中文媒体称朱珠为“尤文图斯老板娘”。
2021年3月18日，朱珠與王昀佳结婚。王出生于1986年，毕业于英国曼彻斯特大学，是某男士西装品牌北京地区执行合伙人。
2021年3月18日，朱珠与王昀佳在北京举办婚礼。同年3月31日，朱珠官宣怀孕。同年9月2日，在社交平台晒出孩子照片。

## 作品

### 电影作品
| 年份   | 片名           | 角色                           | 合作演員                                                   | 備 註                                                          |
| 2011年 | 我知女人心     | 朱珠                           | 演員 - 刘德华 - 巩俐 - 袁立 - 胡静                         | 導演陈大明                                                     |
| 2012年 | 纽约客@上海    | 芳芳                           | 演員 - 丹尼尔·海尼 - 伊丽莎·库普                           | 導演夏伟                                                       |
| 2012年 | 云图           | 斯克斯史密斯的侄女、人造人之一 | 演員 - 汤姆·汉克斯 - 荷莉·贝瑞 - 裴斗娜 - 周迅             | 導演沃卓斯基姐弟、汤姆·提克威尔                                |
| 2012年 | 铁拳           | 琪琪                           | 演員 - 刘玉玲 - 罗素·克洛 - 文峰                           | 導演                                                           |
| 2012年 | 食人草         | 楚楚                           | 演員 - 许绍洋 - 金俊浩                                     | 導演钱路劼                                                     |
| 2014   | 了不起的周先生 | 宁黛                           | 演員 - 房祖名                                              | 導演周智勇                                                     |
| 2014年 | 脱轨时代       | 毛毛                           | 演員 - 张静初 - 潘粤明 - 吴克群 - 班嘉佳                   | 導演五百                                                       |
| 2014年 | 绝命航班       | 洛兰                           | 演員 - 艾德·维斯特维克                                     | 導演周文武贝                                                   |
| 2014年 | 床上关系2      | 丽川                           | 演員 - 廖凡 - 陈亦飞                                       | 導演刘奋斗                                                     |
| 2014年 | 秘密分享者     | Li                             | 演員 - 戴立忍                                              | 導演彼德·弗达考沃斯基                                          |
| 2015年 | 怪谈           | 馮瀟                           | 演員 - 李治廷 - 文咏珊 - 朱珠 - 施予斐 - 罗兰              | 導演叶伟民                                                     |
| 2015年 | 诡劫           | Coco                           | 演員 - 立威廉 - 佟丽娅 - 王海祥                            | 導演杨竞泽                                                     |
| 2016年 | 恶灵之门       | 张静茹                         | 演員 - 莫少聪 - 陈廷嘉 - 金士杰                            | 導演郭大雷 *原片名： 小心沒有影子的人 Be Care of No Shadow Man |
| 2017年 | 黎明前的拉达克 | Liling                         | 演員 - Salman Khan - Sohail Khan - Hasim Khan              | 導演Kabir Khan                                                 |
| 2018年 | 幕后玩家       | 庄艺                           | 演員 - 徐峥 - 王麗坤                                       | 導演任鹏远                                                     |
| 2018年 | 越域重生       | Laura Chen                     | 演員                                                       | 導演Bobby Roth - NETFLIX 電影                                  |
| 2020年 | 五彩缤纷       |                                | 演員                                                       | 導演胡安                                                       |
| 2020年 | 梅朵與月光     | 美多                           | 演員 - 更登彭措 - 多布杰 - 洛桑群培 - 旺卓措 - 益西 - 旦增 | 導演管曦                                                       |
| 2021年 | 不速来客       | 莉莉                           | 演員 - 范伟 - 窦骁                                         | 導演刘翔                                                       |
| 2024年 | 解密           | 范丽丽(希太太)                 | 演員 - 刘昊然                                              | 導演陈思诚                                                     |
| 2024年 | 负负得正       | 拉利法                         | 演員                                                       | 導演                                                           |

### 主持
- 2005年《MTV天籁村》MTV
- 2005年《MTV IN粤榜》MTV
- 2006年《MTV-CCTV音乐盛典》MTV、中央电视台
- 2006年《MTV光荣榜》MTV
- 2006年《MTV明星档案》MTV
- 2006年《mega star》上海外语频道、MTV
- 2008年《MTV burr》MTV
- 2008年《TODAY SHOW》美国NBC电视台
- 2009年《MTV启示之旅》MTV
- 2014年《奇舞飞扬》湖南卫视

### 電視劇
| 年份 | 中文名                 | 角色   | 备注     |
| ---- | ---------------------- | ------ | -------- |
| 2014 | 《马可波罗第一季》     | 阔阔真 |          |
| 2015 | 《大猫儿追爱记》       | 乔贺   |          |
| 2016 | 《马可波罗第二季》     | 阔阔真 |          |
| 2019 | 《精英律师》           | 栗娜   |          |
| 2020 | 《鹿鼎记》             | 蘇荃   |          |
| 2020 | 《大秦赋》             | 趙姬   |          |
| 2020 | 《流金歲月》           | 女客戶 | 友情出演 |
| 2021 | 《斗羅大陸》           | 比比東 |          |
| 2021 | 《赘婿》               | 楼舒婉 | 網絡劇   |
| 2021 | 《一起深呼吸》         | 梁凯莉 |          |
| 2021 | 《叛逆者》             | 蓝心洁 |          |
| 2021 | 《天龍八部》           | 康敏   |          |
| 2021 | 《喬家的兒女》         | 馬素芹 | 特別出演 |
| 2023 | 《纵有疾风起》         | 同學乙 | 客串     |
| 2023 | 《打开生活的正确方式》 | 冬晓   |          |
| 2023 | 《平凡之路》           | 易帆   |          |
| 2023 | 《骄阳伴我》           | 梁珊珊 |          |
| 2024 | 《玫瑰的故事》         | 姜雪琼 |          |
| 2024 | 《宿敌》               | 黄萧   | 網路劇   |
| 待播 | 《他为什么依然单身》   |        | 網路劇   |
| 待播 | 《城墙之上》           | 林兰   |          |
| 待播 | 《蜜语纪》             | 许蜜语 |          |
| 未播 | 《渴望生活》           | 喬娜   |          |

### 音乐专辑
- 《朱珠》

### 期刊写真
| 年份            | 期刊名称            |
| --------------- | ------------------- |
| 2010年7月刊     | 中国版《VOGUE》     |
| 2011年3月刊     | 美版《VOGUE》       |
| 多期            | 《GQ》              |
| 多期            | 《瑞丽》            |
| 多期            | 时尚芭莎》          |
| 多期            | 《大周末》          |
| 多期            | W杂志               |
| 多期            | 《时尚伊人》        |
| 多期            | 《时装L'OFFICIEL》  |
| 多期            | 《风尚志》          |
| 多期            | 《伊周》            |
| 多期            | 《红秀》            |
| 多期            | 《BQ》              |
| 多期            | 《ELLE》            |
| 多期            | 《睿士ELLE MEN》    |
| 多期            | 《品位》            |
| 2013-2-2        | 《优家画报》        |
| 2011年4月刊     | 《时尚先生》        |
| 2014年3月刊     | 时尚芭莎            |
| 2014年3月15日刊 | 优家画报            |
| 2014年4月号增刊 | GQ                  |
| 2014年4月18日刊 | 悠享                |
| 2014年4月刊     | ELLE杂志            |
| 2014年6月刊     | 时尚芭莎            |
| 2014年7月刊     | 悦己杂志            |
| 2014年8月刊     | Cosmo瘦身专辑       |
| 2014年9月刊     | 精品购物指南        |
| 2014年11月刊    | GQ                  |
| 2014年12月刊    | 健康女性            |
| 2014年12月刊    | Vantage杂志         |
| 2014年12月刊    | 时尚芭莎            |
| 2015年2月刊     | 红秀 IT GIRL        |
| 2015年2月刊     | 芭莎珠宝            |
| 2015年3月刊     | ELLE IT GIRL        |
| 2015年4月刊     | Vogue               |
| 2014年12月11日  | The New Yorks Times |
| 2014年12月刊    | Net-A-Porter        |
| 2014年12月刊    | Flaunt杂志          |
| 2015年2月刊     | Details杂志         |
| 2015年2月刊     | ELLE杂志            |
| 2015年2月刊     | W杂志               |

## 相关链接
- 朱珠再登《时尚芭莎》 （页面存档备份，存于）
- 时尚朱珠亮相《VOGUE》 新片与好莱坞合作 （页面存档备份，存于）
- 女主播朱珠登《GQ智族》 （页面存档备份，存于）
- 朱珠亮相高清：朱珠登《优家画报》 化身复古名伶俏丽多姿 （页面存档备份，存于）
- 朱珠亮相《时尚先生》 性感照片首度曝光 （页面存档备份，存于）

## 获奖记录
| 年份       | 音乐奖项                                                    |
| ---------- | ----------------------------------------------------------- |
| 2005       | - MTV VJ大赛北京赛冠军 （获奖）                             |
| 2010-10-14 | - 2009年度CCTV-MTV音乐盛典内地年度最受欢迎潜力歌手 （提名） |
| 2010-1-23  | - 2009年度音乐先锋榜最受欢迎新人先锋女歌手 （提名）         |
| 2010-1-20  | - 2009年度娱乐星锐榜音乐十佳星锐 （获奖）                   |

| 年份 | 时尚奖项                                |
| ---- | --------------------------------------- |
| 2015 | - 2015年全球百大美女榜第43名 （获奖）   |
| 2014 | - 2014年全球百大美女榜第20名 （获奖）   |
| 2013 | - 2013年全球百大美女榜第30名 （获奖）   |
| 2012 | - 2012年度全球百大美女榜第22名 （获奖） |

## 媒体评价
- 她不仅有东方美的脸孔，更兼具西方独立明朗的个性魅力；在极具国际化形象气质的外表下，是聪明又不失勤奋的学习态度，能歌善舞的多方才能、以及扎实的英文功底，这些都使朱珠在各方面得到了很高的评价[5]。（新华网评）
- 她是个有幽默感、有能量的优秀演员，带有着迷人的气质。[6]（纽约时报评）生活中她可爱真纯，自信独立，直白随性中蕴涵坦诚的热情。轻松风趣的主持风格，使她得到了观众及网友的赞赏。[7]（腾讯网、搜狐网评）
- 朱珠凭借自己的努力，在《云图》等好莱坞电影中表现出色，被认为是将在好莱坞大展拳脚的华人女星之一。[8] [9]（新浪娱乐评）

## 社会活动
- 2011年11月25日，与上海儿童医院与身患肾病的小朋友一起过圣诞，关爱儿童，被授予儿童肾病公益大使；[10]
- 2014年3月25日，担任“让美丽远离动物残忍”公益活动爱心大使，该活动由国际人道对待动物协会和首都爱护动物协会主办，旨在呼吁取消用动物为唇膏、洗发水等化妆品做试验[11]